# Pfarrkirche St. Antonius (Linz)

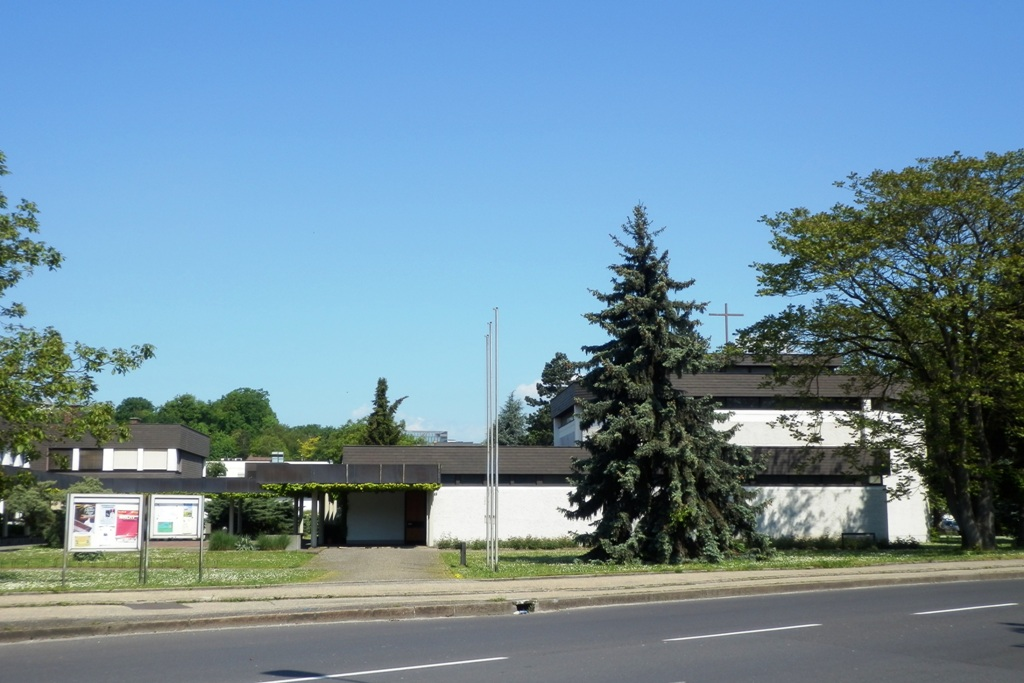
Pfarrkirche St. Antonius

Die Pfarrkirche St. Antonius ist eine dem heiligen Antonius von Padua geweihte Pfarrkirche im Linzer Stadtteil Scharlinz. Sie wurde zwischen 1980 und 1981 an der Kreuzung der Wiener Straße mit der Salzburger Straße errichtet.

## Geschichte
Mit der Industrialisierung dehnte sich Linz verstärkt nach Süden aus, wodurch die Bevölkerungszahlen in den Stadtteilen Kleinmünchen und Scharlinz stark anstiegen. In den neu entstandenen Wohngebieten von Scharlinz entstand in der Zwischenkriegszeit auf Grund der Distanz zur Pfarrkirche Kleinmünchen der Wunsch der Bevölkerung nach einer eigenen Kirche. 1929 erhielt der Kleinmünchner Pfarrer Josef Hollnsteiner den Auftrag, in Scharlinz eine Kirche zu bauen, und noch im selben Jahr konstituierte sich ein Kirchenbauverein. Nachdem am 10. August 1930 die erste Messe im Hof des ehemaligen Kindergartens in der Willingerstraße 22 gefeiert wurde, erfolgte zwischen 1932 und 1935 der Bau der Seelsorgestelle Scharlinz durch Stadtbaudirektor Kurt Kühne, wobei jedoch nur der Pfarrsaal fertiggestellt werden konnte. Dieser diente in der Folge jahrzehntelang als Notkirche. Diese Notkirche wurde am 16. Juni 1935 durch Prälat Vinzenz Hartl aus St. Florian geweiht. Am 1. November 1941 folgte die Erhebung zur Pfarrexpositur, bevor St. Antonius am 1. Jänner 1969 zur Stadtpfarre erhoben wurde. Gleichzeitig wurde die Pfarre aus dem Stift St. Florian exkorporiert. Zuvor war die Kirche im Zweiten Weltkrieg 1944 und 1945 durch Fliegerbomben beschädigt und 1946 wiederhergestellt worden.
Mit den Plänen für den heutigen Kirchenbau wurde 1976 begonnen, wobei die Planung durch den Linzer Architekten Friedrich Pechmann erfolgte. Der Spatenstich für den Neubau erfolgte im April 1980, die Weihe führte Bischof Franz Zauner am 12. September 1981 durch. Im November bzw. Dezember 1981 folgte die Eröffnung des Kindergartens und des Pfarrheims.

## Bauwerk
Das Kirchenareal befindet sich an einer stark befahrenen Kreuzung, wobei sich zwischen den Gebäuden und den nahen Verkehrsflächen eine kleine Grünanlage befindet. Im Zentrum des Grundstücks befinden sich auf einem gepflasterten Vorplatz die Kirche und das Pfarrhaus, die im Norden durch einen gedeckten Gang mit Glockenträger verbunden wurden. Nördlich der beiden Gebäude wurde der Pfarrkindergarten errichtet.
Bei der Pfarrkirche handelt es sich um einen Stahlbeton-Skelettbau über längsrechteckigem Grundriss. Der im Zentrum angelegte Hauptraum wurde oktogonal ausgeführt und mit einem vierseitigen, kreuzbekrönten tambourartigen Aufbau versehen. Die einzelnen Geschoße gliederte der Architekt durch horizontale Fensterbänder und eternitverkleidete Frieszonen. Die Stahlbetonbauweise wurde im Inneren mit Ziegelausfachung sichtbar gelassen, während die Dachkonstruktion aus Leimbindern besteht. Der Altar- und Taufbereich wurde mit Mühlviertler Granit gestaltet.

## Orgel
Die Orgel wurde 1963 von Wilhelm Zika gebaut und 1981 in die neue Kirche übertragen. Sie verfügt über 11 Register sowie mechanische Spiel- und Registertrakturen.
| I Hauptwerk C–g3 |    |
| Gedackt          | 8′ |
| Prinzipal        | 4′ |
| Salizett         | 4′ |
| Mixtur III-IV    | 2′ |

| II Nebenwerk C–g3 |    |
| Rohrflöte         | 8′ |
| Kleingedackt      | 4′ |
| Prinzipal         | 2′ |
| Scharf III        | 1′ |
| Krummhorn         | 8′ |

| Pedal C–f1 |     |
| Subbass    | 16′ |
| Prinzipal  | 8′  |

- Koppeln: II/I, I/P, II/P